# Miyada
Miyada (宮田村 Miyada-mura?) es una villa en la prefectura de Nagano, Japón, localizada en la parte central de la isla de Honshū, en la región de Chūbu. El 1 de abril de 2021 tenía una población estimada de 8593 habitantes y una densidad de población de 158 personas por km².

## Geografía
Miyada se encuentra en las montañas Kiso, en el centro-sur de la prefectura de Nagano, con el monte Kisokoma (2956 metros) dentro de los límites de la villa. Es atravesada por el río Tenryū.

## Historia
El área de la actual Miyada era parte de la antigua provincia de Shinano y «Miyada» aparece como un nombre de lugar en el Engishiki del período Heian. Durante el período Edo fue una estación de la carretera Shio no Michi. La villa moderna fue fundada el 30 de septiembre de 1956 separándose de la ciudad de Komagane.

## Demografía
Según los datos del censo japonés, la población de Miyada ha aumentado en los últimos 50 años.
| Gráfica de evolución demográfica de Miyada entre 1960 y 2015 |
|                                                              |
| Oficina de Estadística de Japón                              |